# 山崎匡輔
山崎 匡輔（やまざき きょうすけ、1888年（明治21年）2月9日 - 1963年（昭和38年）8月8日）は、日本の官僚、土木工学者、教育行政家。鉄道院技師、東京帝国大学教授、日本学術振興会理事長、国立国語研究所評議委員会副会長、鉄道建設審議会委員、文部次官、東京都教育委員長、日本放送協会常務理事、東海大学第2代学長、成城大学学長。全国家庭科教育協会会長。工学博士。土木学会名誉員。第12回(昭和35年度)NHK放送文化賞受賞。

## 来歴
群馬県桐生市出身。文部次官、東京都教育委員長、日本学術振興会理事長、国立国語研究所評議委員会副会長、日本放送協会常務理事などを歴任。内村鑑三に師事し、鉄道軌道、トンネル工学、都市交通などの研究で業績をあげ、鉄道工学、土木学界の発展に貢献する。

## 略歴
- 1906年（明治39年）- 旧制群馬県立前橋中学校（現・群馬県立前橋高等学校）卒業[2]。
- 1915年（大正5年）- 東京帝国大学工科大学土木工学科卒業[3]。鉄道院に技師として入職[3]。
- 1920年（大正9年）- 東京帝国大学助教授に就任[3]。
- 1939年（昭和14年）工学博士の学位取得、東京帝国大学教授[3]に就任。
- 1945年（昭和20年）9月 - 文部省科学教育局長に就任。
- 1946年（昭和21年）1月 - 文部次官に就任。
- 1947年（昭和22年）2月 - 文部次官を退任。
- 1947年（昭和22年）12月 - 東海大学学長職に就任。
- 1948年（昭和23年）11月 - 東海大学学長職に退任。
- 1948年（昭和23年）- 東京都教育委員長に就任
- 1949年（昭和24年）- 日本放送協会常務理事に就任。
- 1950年（昭和25年）- 全国家庭科教育協会会長に就任。
- 1951年（昭和26年）4月 - 東京慈恵会医科大学の顧問に就任。
- 1952年（昭和27年）10月 - 成城学園長[3]職兼成城大学学長職に就任。
- 1954年（昭和29年）4月 - 全国家庭科教育協会会長を退任。
- 1955年（昭和30年）12月 - 成城学園長職兼成城大学学長職を退任。
- 1956年（昭和32年）5月 - 成城大学学長職に再就任。
- 1957年（昭和33年）3月 - 成城大学学長職を退任。
- 1960年（昭和36年）3月 - 第12回(昭和35年度)NHK放送文化賞受賞[4]。